# Roc'n Rope
Roc'n Rope (ロックンロープ?, Rokkun Rōpu) è un videogioco a piattaforme per arcade edito da Konami nel 1983. Sebbene sia ambientato nell'epoca preistorica, il titolo vede un archeologo dei giorni nostri tentare l'impresa di raggiungere l'uccello della fortuna Roc sulla cima di montagne, cercando di non farsi toccare da cavernicoli e dinosauri.
Venne convertito l'anno seguente (1984) per le piattaforme Atari 2600 e ColecoVision.
La versione emulata è inclusa in due diverse raccolte: Konami Arcade Classics per PlayStation e Konami Classics Series: Arcade Hits per Nintendo DS.

## Modalità di gioco
Nei quattro livelli di cui Roc'n Rope si compone, il giocatore controllando l'archeologo utilizza un arpione se vuole scalare le piattaforme rocciose e raggiunga Roc nella parte superiore dello schermo. L'angolazione con cui l'arpione viene sparato è fissa e la corda non può essere allungata a meno che la punta non prenda il terreno in cima. Esso può essere annullato spostandosi a sinistra o a destra mentre si spara. A seconda del terreno in cui ci si sposta, l'arpione potrebbe non essere preso in una posizione in cui non può essere preso, ma è possibile scendere di un livello da un punto di caduta nel terreno (viti o ghiaccioli) e risalire da un percorso diverso.
Quando l'archeologo si muove lungo la corda, anche i nemici (in primis i cavernicoli) potrebbero muoversi lungo essa, ma quando ciò accade, si verificheranno delle vibrazioni e, se il giocatore si sta muovendo in quel momento, cadrà dalla corda e, a seconda dell'altezza a cui atterrerà, sarà un errore (non cadrà se resta fermo). Inoltre, conficcando un nuovo gancio nel nemico mentre sta scalando la corda, la corda che era tesa appena prima scomparirà, consentendo al nemico di cadere.
Un altro oggetto usato principalmente dall'archeologo è la torcia. La sua durata è illimitata e il giocatore, premendo l'apposito pulsante, gli farà emanare un raggio di luce che acceca i nemici rendendoli incapaci di muoversi per un po'. Può anche essere usata per buttarli a terra nel caso siano sospesi sulle corde.
Infine, gli oggetti bonus da collezionare includono piume cadute e uova dell'uccello della fortuna. Le prime danno punti extra mentre le seconde garantiscono al giocatore l'invulnerabilità dai nemici per un breve periodo di tempo.